# Gonini-expeditie

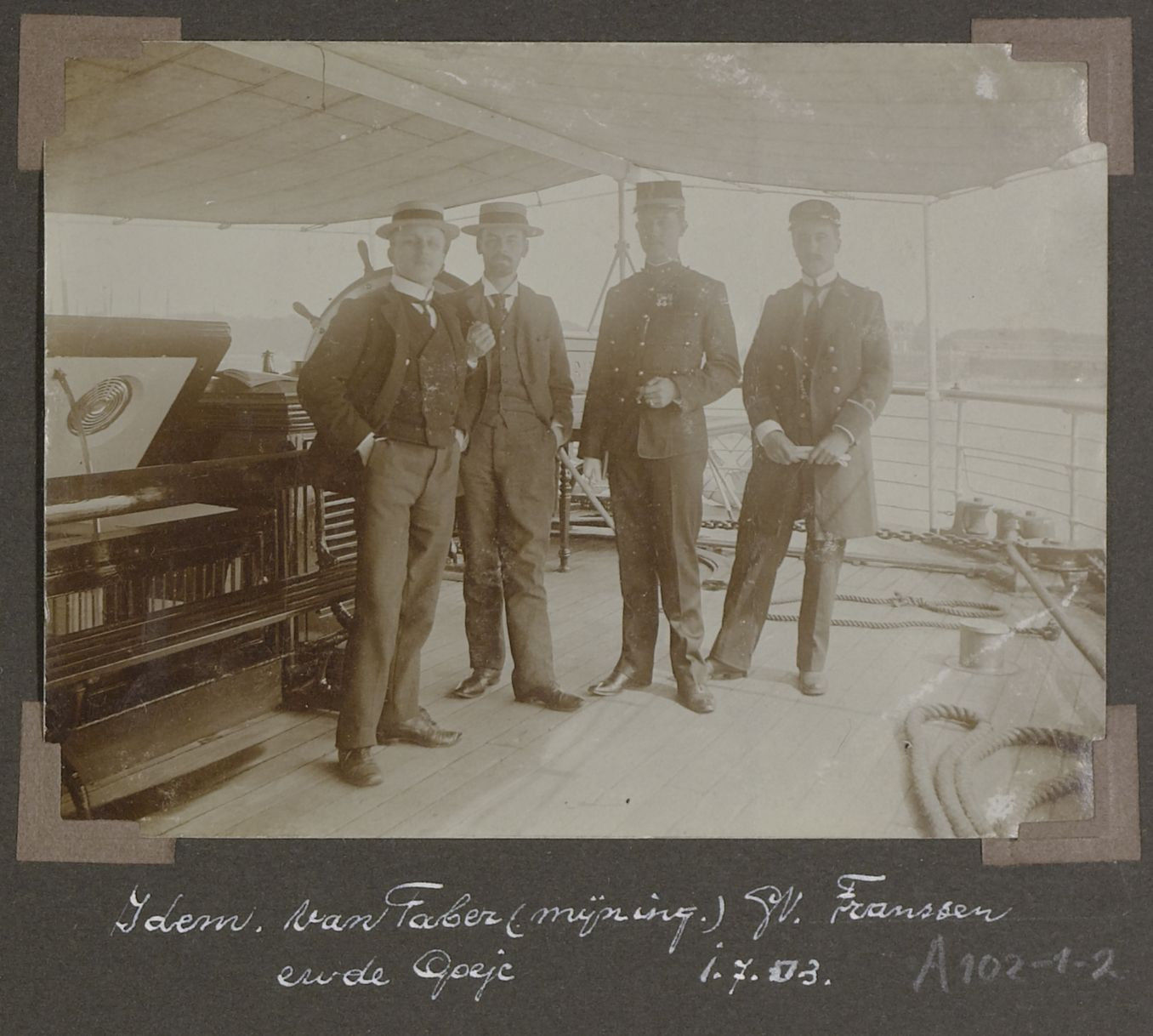
Expeditieleden Faber, Versteeg, Franssen Herderschee en De Goeje aan boord van de Prins Willem II.

De Gonini-expeditie was een Nederlandse wetenschappelijke expeditie in 1903 om het stroomgebied van de rivier de Gonini in Suriname te verkennen.

## Doel
De expeditie had in hoofdzaak als doel het stroomgebied van de rivier de Gonini in kaart te brengen en haar bronnen op te sporen. Verder moesten de aangrenzende gebergten gepeild worden. Ook was het de bedoeling om zo veel mogelijk planten, insecten, reptielen, etc. te verzamelen en mee terug te brengen. Ten slotte moest ook etnografisch onderzoek gedaan worden.

## Organisatie
De expeditie werd georganiseerd onder auspiciën van
- Het Koninklijk Nederlands Aardrijkskundig Genootschap,
- De Maatschappij ter Bevordering van het Natuurkundig Onderzoek der Nederlandsche Koloniën,
- De Vereniging voor Suriname.

## Deelnemers
Expeditieleider was Alphons Franssen Herderschee (KNIL-officier); de etnografie en topografie kwamen voor zijn rekening, luitenant-ter-zee Claudius Henricus de Goeje was de tweede cartograaf, de arts van de expeditie Gerard Versteeg - die vlak voor zijn doctoraal examen aan dit avontuur begon - was, behalve voor de medische taken verantwoordelijk voor de antropologie, plantkunde en zoölogie en was de voornaamste fotograaf. Verder waren ook H. van Breen (districtscommissaris) en B. von Faber (mijningenieur) deelnemers aan deze expeditie.

## Verloop van de expeditie
De expeditie vertrok 1 juli 1903 met de s.s. Prins Willem II uit Nederland. Na een verblijf in Paramaribo, waar de expeditie werd voorbereid, vertrok men per boot naar Albina, waar overgestapt werd in korjalen. Daarna werd de Marowijne opgevaren tot de Goninimonding in de Lawa. Vervolgens de Gonini tot de splitsing van de bronrivieren, waar de expeditie zich in twee delen splitste. Een deel ging de Emma-rivier op, het andere deel de Wilhelmina-rivier. Na terugkomst van beide expedities, werd de Gonini afgevaren tot de monding in de Lawa. Deze rivier werd verder opgevaren. Vervolgens de Litani tot vlak bij de grens met Brazilië.

## Wetenschappelijke resultaten
De Gonini-expeditie had in hoofdzaak ten doel het stroomgebied van die rivier te verkennen en haar bronnen op te sporen, die taak is naar behoren vervuld. Door bovendien nog een groot stuk van het Lelygebergte, een gedeelte van de Lawa en de Litanie, en het Toemoek-Hoemakgebergte op te nemen en in kaart te brengen, werd er zelfs meer verricht dan op het programma stond.
Wat de Gonini betreft werden deze rivier en haar beide zijarmen, zover dit enigszins mogelijk was, opgevaren, en doordat enkele toppen van het brongebergte (Oranje-gebergte) konden worden bepaald, kon ook met juistheid worden vastgesteld, waar de bronnen zich moesten bevinden.
Van het Manlobi- en Cotticagebergte uit werden de azimuts van alle zichtbare toppen zomede de verticale hoeken, waaronder deze ten opzichte van het horizontale vlak gezien werden, bepaald, waardoor niet alleen de ligging doch ook de hoogte van de meeste kon worden vastgesteld. Op gelijke wijze werd het Lelygebergte van twee op de rechteroever van de Tapanahony gelegen punten, die als eindpunten van een basis dienden, in kaart gebracht en evenzo gehandeld ten opzichte van het Toemoek-Hoemakgebergte waar de Knopaiamoi of Piton Vidal en een tweede kale rots top de basispunten vormden.
Vele tientallen nieuwe planten, insecten en reptielen werden verzameld. Verder zijn er veel etnografische voorwerpen geruild en opgetekend. De foto's en de originele fotonegatieven van de expeditie, gemaakt door Versteeg en de Goeje, bevinden zich nu in de historische fotocollectie van het Wereldmuseum in Amsterdam. Ze zijn voor een groot deel te vinden op de website van Het geheugen van Nederland.